# Hrubieszowska Ty Ziemico
"Hrubieszowska Ty Ziemico" – oficjalny hymn Hrubieszowszczyzny wykonywany w momentach uroczystych, np. przed posiedzeniem Rady Powiatu.
Utwór ma w swoim repertuarze m.in. Zespołu Pieśni i Tańca Ziemi Hrubieszowskiej i Zespół Nicolaus działający w Hrubieszowskim Domu Kultury.
Autorką słów jest Maria Cypryszewska-Dobrowolska, natomiast za muzykę odpowiada Jan Korczak.
Pieśń została napisana w 1918 z okazji otwarcia polskiego gimnazjum w Hrubieszowie. Popularyzatorką utworu jest Grażyna Temporowicz - kierownik i choreograf Zespołu Pieśni i Tańca Ziemi Hrubieszowskiej. Utwór znajduje się na płycie pt. „Zagroj mi muzycko” tegoż zespołu w aranżacji Krzysztofa Gumieli.